# Alex Auld

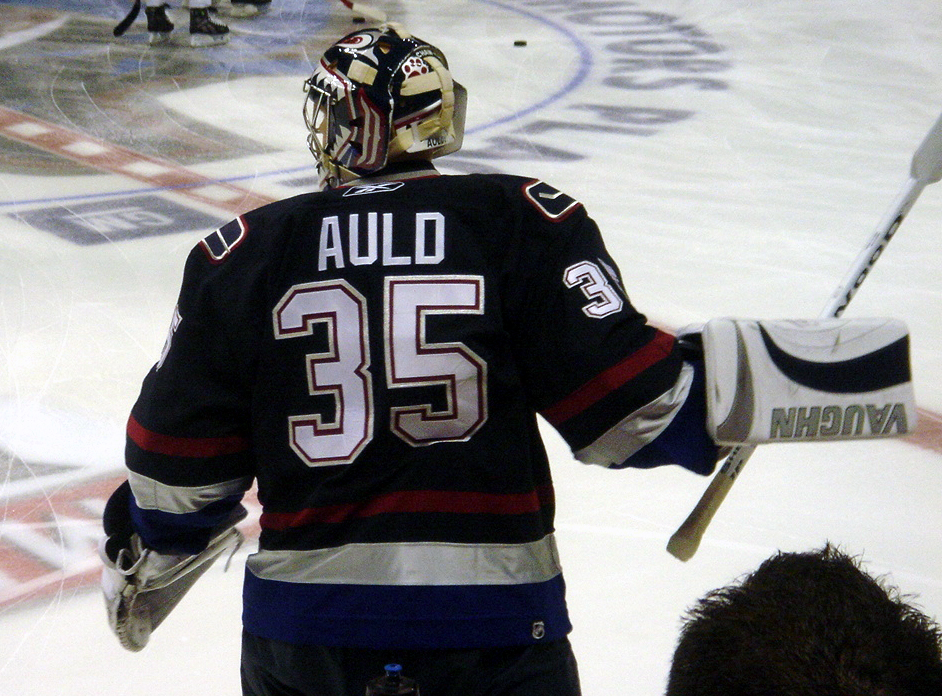
Alex Auld i Vancouver Canucks.

Alexander Auld, född 7 januari 1981 i Cold Lake, Alberta, är en kanadensisk professionell ishockeyspelare som spelar för EC Salzburg i Österrike. Han valdes i NHL-draften 1999 av Florida Panthers som 40:e spelare totalt.
Auld har tidigare spelat för NHL-lagen Vancouver Canucks, Florida Panthers, Phoenix Coyotes, Boston Bruins, Dallas Stars, New York Rangers, Montreal Canadiens och Ottawa Senators.